# Schlacht von Mykale
Lade – Marathon – Thermopylen – Artemision – Salamis – Plataiai – Mykale – Eurymedon

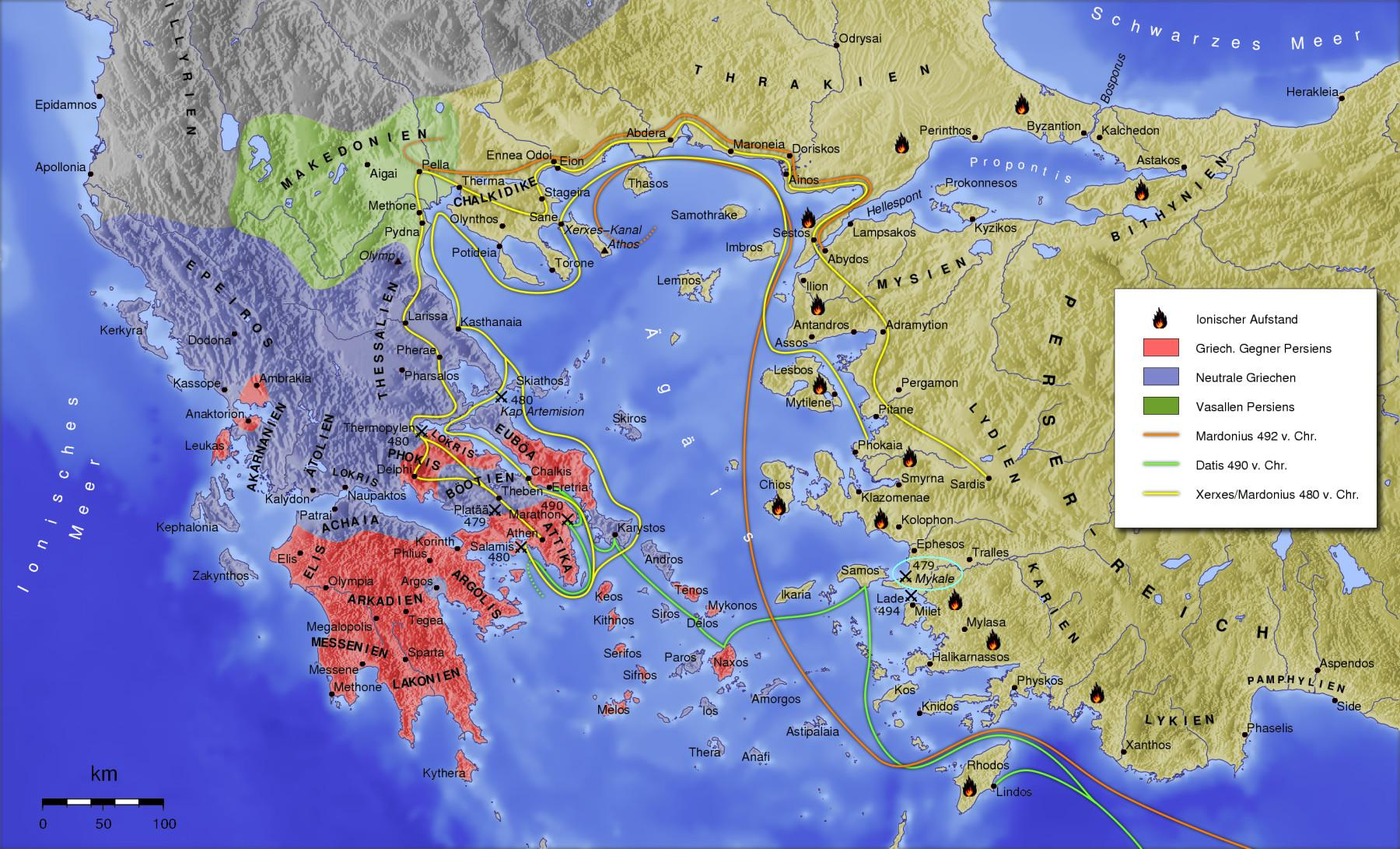
Perserkriege Mykale

In der Schlacht von Mykale in der Meerenge zwischen dem ionischen Vorgebirge Mykale und der Insel Samos lieferten sich die ausgeschifften Besatzungen der griechischen und der persischen Flotte 479 v. Chr. während der Perserkriege eine Schlacht, die etwa gleichzeitig mit der Schlacht von Plataiai stattfand.

## Verlauf
Der spartanische König Leotychidas II. und der athenische Feldherr Xanthippos siegten über die Perser. Die Griechen zerstörten (diesmal auch von den Ioniern unterstützt) die Reste der persischen Flotte, welche die Seeschlacht bei Salamis überstanden hatten. Der Kampf fand an Land statt, da die persischen Schiffe unter dem Schutz des Heeres an Land gezogen worden waren. Die griechischen Truppen zerstörten die Schiffe dort während und nach Ende des Gefechts mit den persischen Besatzungen.